# Saint-Avaugourd-des-Landes
Saint-Avaugourd-des-Landes là một xã ở tỉnh Vendée trong vùng Pays de la Loire, Pháp. Xã này có diện tích 20,85 km², dân số năm 2006 là 820 người. Xã này nằm ở khu vực có độ cao trung bình 60 mét trên mực nước biển.

## Biến động dân số
| Năm | 1962 | 1968 | 1975 | 1982 | 1990 | 1999 | 2006 |
| --- | ---- | ---- | ---- | ---- | ---- | ---- | ---- |
| Dân số | 528  | 567  | 434  | 496  | 590  | 656  | 820  |
| From the year 1962 on: No double counting—residents of multiple communes (e.g. students and military personnel) are counted only once. |      |      |      |      |      |      |      |